# جوستين أوزجا
جوستين أوزجا (بالألمانية: Justine Ozga)‏ مواليد 31 يناير 1988 في غليفيتسه، هي لاعبة كرة مضرب ألمانية بدأت مسيرتها كمحترفة سنة 2005 تلعب باليد اليمنى. أعلى تصنيف لها في الفردي كان 259. أعلى تصنيف لها في الزوجي كان 214.

## النهائيات

### الفردي (2–5)
| الحصيلة | الرقم | التاريخ        | الدورة                            | الأرضية | المنافس                | النتيجة            |
| ------- | ----- | -------------- | --------------------------------- | ------- | ---------------------- | ------------------ |
| الوصافة | 1.    | 14 يونيو 2005  | ليس فرانكويسيس ديل فاليس، إسبانيا | صلبة    | إستريلا كابيزا كانديلا | 6–7(3–7), 6–4, 2–6 |
| الوصافة | 2.    | 10 أكتوبر 2005 | بورتو سانتو، البرتغال             | صلبة    | نيكول تايسن            | 6–7(4–7), 4–6      |
| الفوز   | 1.    | 29 سبتمبر 2008 | ليس فرانكويسيس ديل فاليس، إسبانيا | صلبة    | كريستي ميلر            | 4–6, 6–3, 7–6(7–3) |
| الوصافة | 3.    | 21 فبراير 2011 | بورتيماو، البرتغال                | صلبة    | أني ميجاتشيكا          | 4–6, 4–6           |
| الفوز   | 2.    | 13 فبراير 2012 | بورتيماو، البرتغال                | صلبة    | إيلينا بوفينا          | 4–6, 6–1, 6–1      |
| الوصافة | 4.    | 1 أبريل 2013   | سيل، إسبانيا                      | ترابية  | ديناه بفايزنمير        | 3–6, 1–6           |
| الوصافة | 5.    | 12 مايو 2014   | جلونا غورا، بولندا                | ترابية  | ناتيلا دزالاميدز       | 6–7(5–7), 4–6      |

## وصلات خارجية
- جوستين أوزجا على موقع رابطة محترفات التنس (الإنجليزية)
- جوستين أوزجا على موقع الاتحاد الدولي لكرة المضرب (الإنجليزية)

- الموقع الرسمي